# Piruvato sintasi
La piruvato sintasi è un enzima appartenente alla classe delle ossidoreduttasi, che catalizza la seguente reazione:
piruvato + CoA + 2 ferredossina ossidata ⇄ acetil-CoA + CO2 + 2 ferredossina ridotta + 2 H+
L'enzima contiene tiamina difosfato  e centri (4Fe-4S). Questo enzima è una delle 4 2-ossoacido ossidoreduttasi che si differenziano nella loro capacità di decarbossilare ossidativamente i 2-ossoacidi e di formare i loro derivati di CoA.